# Радиоастрономия
Радиоастрономията е дял на астрономията, който изучава астрономичните явления и небесните обекти чрез измерване на характеристиките на радиовълните, излъчвани при физичните процеси в космоса. Радиовълните имат значително по-голяма дължина от светлинните вълни. За получаване на добър сигнал в радиоастрономията се използват големи антени или обединения от по-малки антени, работещи заедно (Very Large Array край Сокоро, Ню Мексико е пример за това). Повечето телескопи използват параболични чинии, за да отразят вълните към приемник, който улавя и усилва сигнала в използваеми данни. Това позволява на астрономите да видят даден регион от радионебето. Ако изследват няколко застъпващи се района от небето, те могат да сглобят негова пълна картина. Радиоастрономията е сравнително ново поле на астрономическите изследвания.

## Възникване на радиоастрономията
Първото регистриране на радиовълни от астрономически обект е през 1932 г., когато Карл Янски от лаборатории „Бел“ наблюдава радиация, идваща от Млечния път. Последвалите наблюдения идентифицират редица различни източници на радиоизлъчване. Те включват звезди и галактики, както и чисто нови класове обекти, като радиогалактики, квазари и пулсари. Откриването на космическото микровълново фоново лъчение, считано за доказателство за теорията на Големия взрив, е направено чрез радиоастрономия.
Радиоастрономията се провежда с помощта на големи радиоантени, наричани радиотелескопи, които се използват както поединично, така и свързани с други радиотелескопи, използващи радиоинтерферометрия. Използването на интерферометрия позволява на радиоастрономите да постигнат висока ъглова разделителна способност, тъй като разделителната способност на един интерферометър се определя от разстоянието между неговите компоненти, а не от размера им.
Ощи преди Янски да наблюдава Млечния път през 30-те години на ХХ век физиците заключават, че могат да се наблюдават радиовълни от астрономически източници. През 1860-те години уравненията на Джеймс Клерк Максуел показват, че електромагнитното излъчване е свързано с електричество и магнетизъм и може да съществува на всяка дължина на вълната. Правени са няколко опита за откриване на радиоизлъчване от Слънцето, включително експеримент на немските астрофизици Йоханес Вилзинг и Юлиус Шайнер през 1896 г. чрез апарат измерващ радиация на сантиметрова вълна, създаден от Оливър Лодж между 1897 и 1900 г. Тези опити не успяват да открият емисии поради техническите ограничения на инструментите. Откриването на радиоотразяващата йоносфера през 1902 г. кара физиците да заключат, че слоят ще отрази всяко астрономическо радиоизлъчване обратно в космоса, правейки го ненаблюдаемо.
Карл Янски открива първия астрономически радиоизточник в началото на 30-те години на ХХ век. Като инженер в лаборатории „Бел“, той изследва статични шумове, които пречат на късовълновите трансатлантически гласови предавания. Използвайки голяма насочена антена, Янски отбелязва, че неговата аналогова система за запис с писец и хартия регистрира повтарящ се сигнал с неизвестен произход. Тъй като сигналът достига пик на всеки 24 часа, първоначално Янски подозира, че източникът на намесата е Слънцето, пресичащо гледката на насочената му антена. Продължителният анализ му показва, че източникът не следва точно 24-часовия дневен цикъл на Слънцето, а вместо това се повтаря на 23-часов и 56-минутен цикъл. Янски обсъжда озадачаващите явления със своя приятел, астрофизик и учител Алберт Мелвин Скелет, който посочва, че времето между пиковете на сигнала е точната продължителност на т.нар. звезден ден; времето, което отнема на „фиксираните“ астрономически обекти, като например звезди, да преминат пред антената всеки път, когато Земята се върти. Сравнявайки наблюденията си с оптични астрономически карти, Янски в крайна сметка стига до заключението, че източникът на радиация е достигнал своя връх, когато антената му е била насочена към най-плътната част на Млечния път в съзвездието Стрелец. Той заключава, че тъй като Слънцето (и следователно и другите звезди) не са големи източници на радиошум, странното радиосмущение може да се генерира от междузвезден газ и прах в галактиката. (Връхният радиоизточник на Янски, един от най-ярките в небето, е наречен Стрелец А през 50-те години на ХХ век и вместо да бъде галактически „газ и прах“ е създадена хипотеза, че излъчва електрони в силно магнитно поле. Сегашното мислене е, че това са йони в орбита около масивна Черна дупка в центъра на галактиката в точка, сега определена като Стрелец А*. Звездичката показва, че частиците в Стрелец А са йонизирани.) Янски обявява откритието си през 1933 г. Той иска да проучи по-подробно радиовълните от Млечния път, но лаборатории „Бел“ го пренасочват към друг проект, така че той не работи повече в областта на астрономията. Неговите пионерски усилия в областта на радиоастрономията са оценени чрез назоваването на негово име на основната единица за спектралната плътност на поток на излъчване – jansky (Jy)
Гроте Ребер се вдъхновява от работата на Янски и построява параболичен радиотелескоп с диаметър 9 м в задния си двор през 1937 г. Той започва с повторение на наблюденията на Янски и след това провежда първото изследване на небето с радиочестоти. На 27 февруари 1942 г. Джеймс Стенли Хей, изследовател на британската армия, прави първото откриване на радиовълни, излъчвани от Слънцето. По-късно същата година Джордж Кларк Саутуърт, който работи в лаборатории „Бел“, също като Янски, открива радиовълни от Слънцето. И двамата изследователи (Хей и Саутърт) работят с охрана на радиолокатора през военното време, така че Ребер, който не е задължен да пази тайни, се възползва и пръв публикува своите констатации през 1944 г. Няколко души независимо откриват слънчеви радиовълни, включително Е. Шот в Дания и Елизабет Александър, работещи на остров Норфолк.
Телескопът на Робърт С. Бърд, Green Bank (GBT) в Западна Вирджиния, САЩ е най-големият напълно управляем радиотелескоп в света.
В университета в Кеймбридж, където се провеждат йоносферни изследвания по време на Втората световна война, Дж. Ратклиф, заедно с други членове на изследователското звено за далекосъобщения, извършват проучвания на радари във военно време, създават група за радиофизика в университета, където се наблюдават и изучават емисиите на радиовълни от Слънцето.
Това ранно проучване скоро се разклонява в наблюдението на други небесни радиоизточници и са въведени техники на интерферометрия за изолиране на ъгловия източник на откритите емисии. Групата „Кавендиш“ за радиоастрономия в Кеймбридж (под предводителството на Мартин Райл и Антъни Хюиш) през 50-те години на ХХ век основава обсерваторията за радиоастрономия Мълард близо до Кеймбридж.

## Техника. Модерна радиоастрономия
Радиоастрономите използват различни техники за наблюдение на обекти в радиочестотния спектър. Инструментите могат просто да бъдат насочени към енергиен радиоизточник, за да анализират излъчването му. За да се „изобрази“ регион на небето по-подробно, могат да бъдат записани многократно припокриващи се сканирания и поставени заедно в мозаечно изображение. Типът на използвания инструмент зависи от силата на сигнала и необходимото количество детайли. Наблюденията от земната повърхност са ограничени до дължини на вълните, които могат да преминат през атмосферата. При ниски честоти или дълги вълни предаването е ограничено от йоносферата. Затова то отразява вълни с честоти, по-ниски от характерната плазмена честота. Водната пара пречи на радиоастрономията на по-високи честоти, което води до изграждането на радио обсерватории, които извършват наблюдения на милиметрова дължина на вълната на много високи и сухи места, за да се сведе до минимум съдържанието на водни пари в зрителната линия. И накрая предаващите устройства на Земята могат да причинят радиочестотни смущения. Поради това на отдалечени места са изградени много радионаблюдения.

### Радиотелескопи и радиоинтерферометри
Радиотелескопите понякога са изключително големи, за да приемат сигнали с нискочестотни сигнал / шум. Тъй като ъгловата разделителна способност е функция на диаметъра на „обектива“, пропорционално на дължината на вълната на наблюдаваното електромагнитно излъчване, радиотелескопите трябва да бъдат много по-големи в сравнение с техните оптични колеги. Например оптичният телескоп с диаметър 1 метър е два милиона пъти по-голям от наблюдаваната дължина на вълната, което му дава резолюция приблизително 0,3 дъгови секунди, докато радиотелескопът „чиния“ може да бъде многократно по-голям от този размер, в зависимост от наблюдаваната дължина на вълната, да бъде в състояние да разреши един обект с размерите на пълната Луна (30 минути дъга). Това предполага, че струята от частици се захранва от черна дупка в центъра на галактиката.
Радиоинтерферометри
Трудността при постигане на високи разделителни способности с единични радиотелескопи води до радиоинтерферометрия, разработена от британския радиоастроном Мартин Райл и австралийския инженер, радиофизик и радиоастроном Джоузеф Лайд Пауси и Руби Пейн-Скот през 1946 г. Изненадващо е, че първата употреба на радиоинтерферометър за астрономическо наблюдение е извършено от Пейн-Скот (Payne-Scott) и Линзи МакГрейди (Lindsay McCready) на 26 януари 1946 г., използвайки SINGLE преобразувана радарна  антена (широк масив) на 200 MHz близо до Сидни, Австралия. Тази група използва принципа на интерферометър за морска скала, при който антената (бивш радар от Втората световна война) наблюдава Слънцето при изгрев със смущения, произтичащи от директното излъчване на Слънчето и отразеното лъчение от морето. С тази основна линия от почти 200 метра авторите определят, че слънчевата радиация по време на фазата на спукване е много по-малка от слънчевия диск и е възникнала от регион, свързан с голяма група слънчеви петна. Австралийската група излага принципите на синтеза на отверстието в новаторска книга, публикувана през 1947 г. Използването на интерферометър за морска скала е демонстрирано от множество групи в Австралия, Иран и Великобритания по време на Втората световна война, които са наблюдавали намеса ресни (директното радиолокационно излъчване и отразения сигнал от морето) от входящите самолети. Кеймбриджката група на Райл и Вонбърг наблюдава слънцето на 175 MHz за първи път в средата на юли 1946 г. с интерферометър на Микелсън, състоящ се от две радиоантени с разстояния от няколко десетки метра до 240 метра. Те показват, че радиационното излъчване е с размер по-малък от 10 дъгови минути и също откриват кръгова поляризация при спукванията от тип I. Две други екипа от учени също откриват кръгова поляризация приблизително по същото време (Дейвид Мартин в Австралия и Едуард Виктор Епълтън с Джеймс Стенли Хей в Обединеното кралство).
Съвременните радиоинтерферометри се състоят от широко разделени радиотелескопи, наблюдаващи един и същ обект, които са свързани заедно с помощта на коаксиален кабел, вълновод, оптично влакно или друг вид преносна линия. Това не само увеличава общия събран сигнал, но може да се използва и в процес, наречен синтез на апаратура, за значително увеличаване на разделителната способност. Тази техника работи чрез наслагване („намесване“) на сигналните вълни от различните  телескопи  на принципа, че вълни които съвпадат с една и съща фаза, ще се добавят една към друга; а две вълни, които имат противоположни фази, ще се отменят взаимно. Ето защо е създаден комбиниран телескоп, който е с размерите на най-отдалечените антени в масива. За да се получи висококачествено изображение, е необходим голям брой различни разделители между различни телескопи(прогнозираното разделяне между всеки два телескопа, както се вижда от радиоизточника, се нарича „базова линия“) – необходими са колкото се може повече различни базови линии, за да се получи качествено изображение. Например, „Very Large Array“ има 27 телескопа, които дават 351 независими базови линии наведнъж.